# Pieni Vehkajärvi
Pieni Vehkajärvi är en sjö i kommunen Nyslott i landskapet Södra Savolax i Finland. Sjön ligger 80,6 meter över havet. Arean är 95 hektar och strandlinjen är 6,48 kilometer lång. Sjön  ingår i Vuoksens huvudavrinningsområde.   Den ligger omkring 100 kilometer öster om S:t Michel och omkring 300 kilometer nordöst om Helsingfors. 
Pieni Vehkajärvi ligger sydväst om Suuri Vehkajärvi. 